# 2011년 상호저축은행 영업정지 사건
2011년 상호저축은행 영업정지 사건은 2011년 2월 부산저축은행 등의 여러 상호저축은행이 집단으로 영업정지된 사건이다. 이후 대주주의 비리와 마감 시간 후 VIP 고객들에 대한 사전 인출 등이 확인되어 논란이 되었다.
주된 원인은 부동산 등 리스크가 큰 사업들에 대해 제대로 된 심사과정 없이 캄보디아 개발사업(캄코시티) 등에 프로젝트 파이낸스의 형태로 무분별하게 불법적인 대출을 제공하고, 이로 인해 부실채권을 떠안은 저축은행의 사업운용이 어려워졌기 때문이다.

## 영업정지 저축은행
| 영업정지일      | 저축은행           | 본점            | 비고              |
| --------------- | ------------------ | --------------- | ----------------- |
| 2011년 1월 14일 | 삼화상호저축은행   | 서울특별시      |                   |
| 2011년 2월 17일 | 부산저축은행       | 부산광역시      | 부산저축은행 계열 |
| 2011년 2월 17일 | 대전상호저축은행   | 대전광역시      | 부산저축은행 계열 |
| 2011년 2월 19일 | 부산2저축은행      | 부산광역시      | 부산저축은행 계열 |
| 2011년 2월 19일 | 전주저축은행       | 전라북도 전주시 | 부산저축은행 계열 |
| 2011년 2월 19일 | 중앙부산저축은행   | 서울특별시      | 부산저축은행 계열 |
| 2011년 2월 19일 | 보해상호저축은행   | 전라남도 목포시 |                   |
| 2011년 2월 22일 | 도민저축은행       | 강원도 춘천시   |                   |
| 2011년 8월 5일  | 경은저축은행       | 울산광역시      |                   |
| 2011년 9월 18일 | 제일저축은행       | 서울특별시      |                   |
| 2011년 9월 18일 | 제일2저축은행      | 서울특별시      |                   |
| 2011년 9월 18일 | 프라임상호저축은행 | 서울특별시      |                   |
| 2011년 9월 18일 | 대영상호저축은행   | 서울특별시      |                   |
| 2011년 9월 18일 | 에이스저축은행     | 인천광역시      |                   |
| 2011년 9월 18일 | 파랑새저축은행     | 부산광역시      |                   |
| 2011년 9월 18일 | 토마토저축은행     | 경기도 성남시   |                   |

## 부산저축은행 사태
부산저축은행은 예금자들의 예금의 절반인 4조 5942억원을 불법적으로 각종 프로젝트 파이낸스에 대출했다. 현행법상 저축은행이 부동산에 직접 투자하는 것은 불법인데도, 대규모 건설공사 등에 뛰어들어 막대한 손실을 입고, 또 그 대금의 일부를 비자금으로 조성하는 등 다양한 불법행위를 자행했다.

예금자보호법의 보호를 받지 못하게 된 예금자들의 상당수가 저소득층임이 알려져 부산지방의 국회의원들이 이와 같은 손실을 국가가 보전해 주는 예금자보호법 개정안을 주장했으나, 형평성 및 법리상의 문제로 잊혀지게 되었다.
그러나 2012년 4월 대한민국 제19대 국회의원 선거 앞두고 다시 추진되어 2008년 9월 금융위기 이후에 영업정지된 은행에 대해서 후순위채권과 초과예금의 일부를 보전하는 형태로 추진되었으나, 법사위에서 계류됐다.
박인근이 세운 형제복지지원재단에 무담보로 118억을 대출해준 문제도 불거졌다.

## 해결
이명박 정부는 영업정지된 부실저축은행에 대한 전면적인 구조조정을 단행했다. 2011년 4월 예금자보호법을 개정하여서 "상호저축은행 구조조정 특별계정"을 신설했다. 2026년 12월 31일까지 한시적으로 운영하고 재원은 정부출연금 및 예금보험기금채권 발행, 보험료수입의 45%, 외부차입금으로 마련했다.
2023년 3월 예금보험공사가 작성한 상호저축은행 구조조정 특별계정 관리백서에 따르면, 2011년 1월 ~ 2022년 12월말까지 27조 1717억원가량 투입했으나, 가교저축은행 지분매각 및 파산배당금 수령등을 통해서 13조 8185억원만 회수하였다.
2013년 7월 2일 국회 본회의에서 ｢상호저축은행법 일부개정법률안｣이 의결되었다. 개정안 내용은 저축은행 창구를 통한 후순위채권의 직접 판매를 금지하고, 저축은행 상품판매시 설명의무 부여 및 광고규제 신설함. 그리고 대주주 불법행위 혐의시 해당 대주주에 대해 금감원이 직접 검사를 실시할 수 있도록 하고, 과징금 도입 등 제재를 강화시켰다.

## 같이 보기
- 대한민국 금융위원회
- 미래저축은행
  - 김찬경
- 예금보험공사